# 카렐리안 밥테일
카렐리안 밥테일(Karelian Bobtail cat)는 러시아의 카렐리야 공화국 출신 집고양이 품중 하나이다.

## 특징
카렐리안 밥테일은 중간 크기의 고양이이다. 머리는 약간 삼각형 모양이며, 이마와 볼은 모두 납작하다. 귀는 크고 곧게 세워져 있으며, 귀 끝이 둥글다. 눈은 중간 크기이고 타원형이며 약간 비스듬히 세워져 있다. 눈 색깔은 모두 허용된다. 눈 색과 털 색은 관련이 없다. 다리는 중간 길이이고 튼튼하다. 뒷다리가 앞다리보다 눈에 띄게 길다. 발은 둥글다. 카렐리안 밥테일은 장모와 단모 모두 존재한다. 